# Square (congrescentrum)

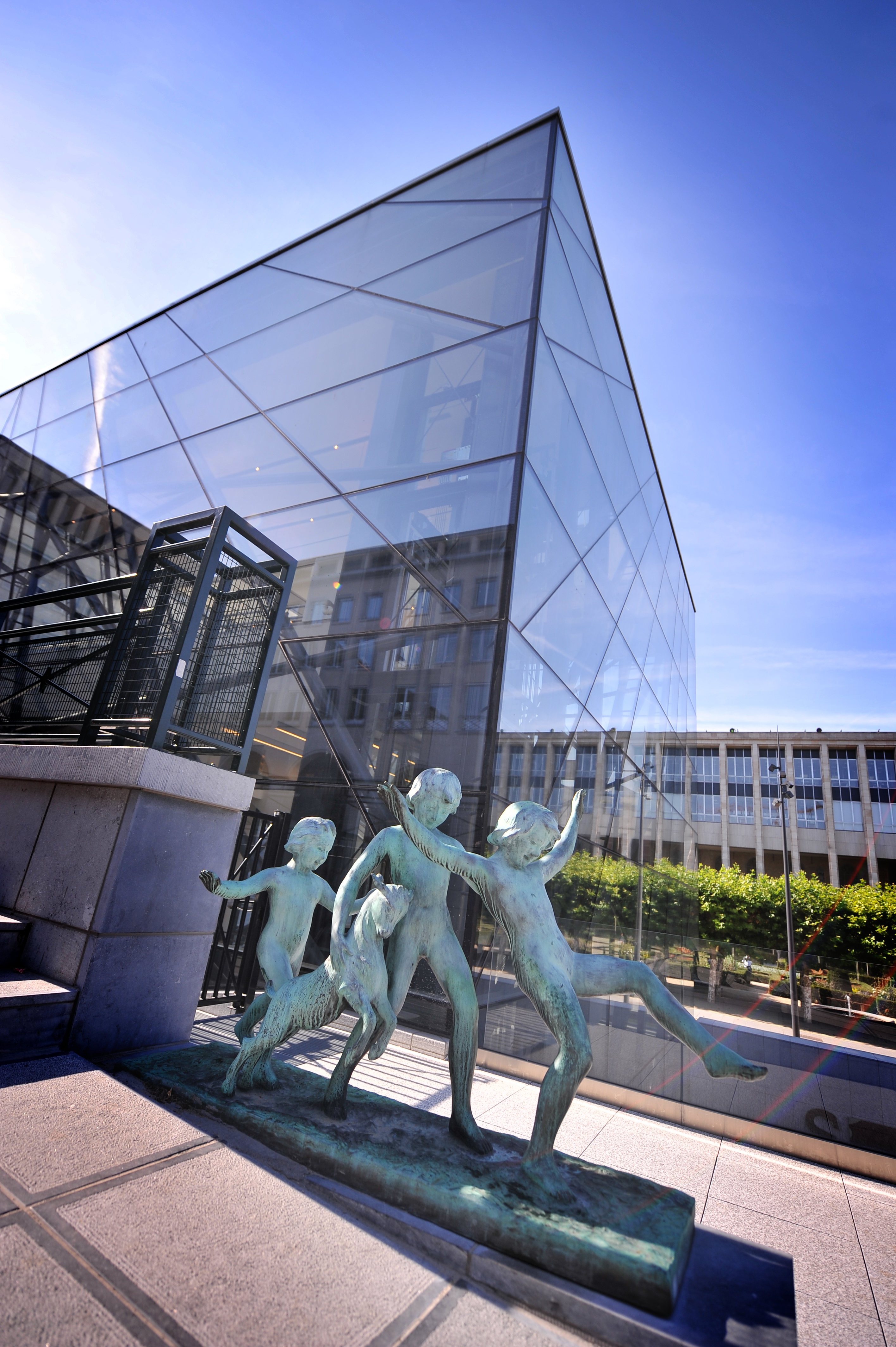
De kubus van Square met een kunstwerk van Eugène Canneel

Square is een congrescentrum op de Kunstberg in de Belgische hoofdstad Brussel. Het is gebouwd in 1958 en heette tot 2009 Congrespaleis (Frans: Palais des Congrès).

## Geschiedenis
Het complex werd ontworpen door de architecten Jules Ghobert en Maurice Houyoux en was na een driejarige werf klaar voor Expo 58. Op het dak legde René Pechère een tuin aan. Behalve tentoonstellingsruimte waren er auditoria met 1.200 en 300 zitplaatsen. In de foyer werden grote muurschilderingen aangebracht door Paul Delvaux, René Magritte en Louis Van Lint.
Begin 1960 vond in het Congrespaleis de Rondetafel plaats, waar de onafhankelijkheid van Belgisch-Congo werd toegezegd.
In 2003 sloot het enigszins uitgeleefde centrum de deuren. Het werd in 2005 ingebracht in de nieuwe nv Congrespaleis (Frans: Palais des Congrès S.A.), die een ingrijpende renovatie liet uitvoeren door architectenbureau A.2R.C (2007-2009), waarna de exploitatie werd toevertrouwd aan de Franse groep GL Events. De tentoonstellingsruimte bleef behouden op de twee ondergrondse verdiepingen en er werden vijf bovengrondse verdiepingen toegevoegd, alles samen goed voor 13.500 m² vloeroppervlakte. Het glazen kubusgebouw werd de nieuwe hoofdingang. Arne Quinze verzorgde de inrichting van het bijhorende restaurant Kwint.